# Metropolie Goumenissa, Axioupoleos a Polykastro
Metropolie Goumenissa, Axioupoleos a Polykastro je jedna z metropolií Řecké pravoslavné církve, nacházející se na území Řecka.

## Historie
V byzantském období byl region Goumenissa přidělen monastýru Iviron na hoře Athos. V Goumenisse se nacházel monastýr Zesnutí Přesvaté Bohorodice, který se stal středem náboženského dění v tomto regionu.
Metropolie byla zřízena roku 1991 oddělením území z metropolie Polyani a Kilkis.

## Metropolita
Současný titul metropolitů je; Metropolita Goumenissy, Axioupoleos a Polykastra, hypertimos a exarcha Západní Makedonie.